# 카자흐스탄의 강 목록
카자흐스탄의 강 목록이며, 배수 분지별로 정리되어 있다. 지류는 하구에서 발원지 순으로 나열되어 있다.

## 북극해로 흐르는 강

### 오비강

#### 이르티시강 (에르티스강)
- 토볼강
  - 우바간강
  - 아야트강
  - 우이강 (토볼강)
  - 신타스티강
- 이심강
  - 이만부를르크강
  - 아크칸부를르크강
  - 테리사크칸강
  - 자바이강
  - 칼쿠탄강
    - 복시크강
    - 아르샬리강
- 샤간강 (이르티시강)
  - 아쉬쉬수강 (샤간강)
- 우바강
- 울바강
- 부흐타르마강
  - 루키나강
- 나른강 (이르티시강)
- 퀴르심강

## 내륙유역으로 흐르는 강

### 카스피 분지
- 볼가강
  - 아흐투바강 (분류천)
    - 키가치강 (분류천)
- 우랄강
  - 샤간강 (우랄강)
  - 우트바강 (우랄강) (신기를라우)
  - 일렉강
    - 카르갈리강

  - 오르강
- 볼쇼이 우젠강 (윌켄 외젠)
- 말리 우젠강 (키쉬 외젠)
- 엠바강
- 아시아가르강
- 사그히즈강
- 우일강
- 아쉬최제크강

### 아랄해

#### 시르다리야강
- 사르수강
  - 자만 사르수강
  - 탈디마나카강
  - 아타수강
  - 카라켕기르강
- 추강 (슈)
  - 탈라스강
    - 아사강 (카자흐스탄)

  - 아크수강 (추강)
  - 키치-케민강
- 뵈겐강
- 아리스강
  - 바담강
    - 사이람수강

  - 마샤트강
  - 보랄다이강
- 켈레스강
- 사비르질가강

### 아크콜 호
- 울리-질란식강

### 아크몰라이소르
- 사료젠강 (이르티시 분지)

### 샬카르테니즈 호
- 투르가이강
  - 이르기즈강 (투르가이강)
  - 울카야크강
  - 사료젠강 (투르가이 분지)
    - 울켄 담디강
- 테게네강
- 징길디오제크강
- 칼마크키르간강
- 바이코니르강
- 지미키강

### 텡기즈 호
- 누라강
  - 셰루바누라강
  - 아크바스타우강
  - 아쉬쉬수강 (누라강)
  - 울켄 쿤디즈디강
- 쿨라노트페스강
  - 콘강
  - 소날리강

### 발하시-아라콜 분지
- 일리강
  - 차린강
  - 칠리크강
  - 에센타이강
- 카라탈강
  - 콕수강
- 뷔옌강
- 카팔강
- 렙시강
- 악수강 (발하시호)
- 아야괴즈강
- 이식강
- 토크라우강
- 바카나스강

### 알라콜 호
- 에밀강
- 우르자르강

### 카라소르 호
- 카라수강 (카라소르 호)
- 카르카랄리강
- 탈디강
- 자를리강

### 샬카르 호
- 볼가신강
- 카우일지르강
- 질란디사이강

### 숄락소르 호
- 테네케강

### 쉬가나크 호
- 시데르티강

### 실레티테니즈 호
- 실레티강

### 울켄 아주볼라트 호
- 부를라강

### 잘라나슈콜 호
- 테렉티강